# Einar Du Rietz
Gustaf Einar Du Rietz, född 25 april 1895 i Bromma, död 7 mars 1967 i Uppsala, var en svensk biolog och professor i växtbiologi, verksam vid Uppsala universitet.

## Biografi
Einar Du Rietz var andre son till verkställande direktören vid Stockholms Benmjölsfabrik AB, ingenjören Hjalmar Du Rietz och Charlotta Sofia Mathilda, född Kullman.
Du Rietz tog 1921 licentiatexamen vid Uppsala universitet, och erhöll samma år en docentur. År 1922 blev han filosofie doktor. 1917–1923 var han extraordinarie amanuens vid växtbiologiska institutionen och 1924–1926 konservator vid botaniska museet i Uppsala. Du Rietz var även ledare för de biologiskt geologiska arbetena vid Abisko naturvetenskapliga station, och generalsekreterare för de internationella växtgeografiska exkursionen genom Skandinavien 1925. Han företog ett flertal studieresor inom och utom Sverige, vetenskapliga expeditioner till Nya Zeeland och Australien, och ägnade sig i sin forskning främst åt växtsociologin och lichenologin. Han blev 1934 professor i växtbiologi vid Uppsala universitet (emeritus i början av 1960-talet) och invaldes 1949 i Vetenskapsakademien. Åren 1912–1966 publicerade Einar Du Rietz cirka 250 vetenskapliga skrifter.

## Familj
Einar Du Reitz tillhörde den adliga släkten Du Rietz. Han gifte sig 1924 med Greta Sernander, dotter till Rutger Sernander. De fick barnen Kerstin, Rolf och Ingrid. Einar Du Rietz är begravd på Solna kyrkogård.

### Webbkällor
- Du Rietz, Einar i Vem är det 1957
- SVENSK BOTANISK TIDSKRIFT 96:2 (2002); "G. Einar Du Rietz – lavforskare, växtsociolog, naturskyddsman"
- Gustav Einar Rietz Du på Gravar.se